# Tuna, Värmdö kommun
Tuna eller tidigare Södertuna är en by, belägen 3 kilometer öster om Hemmesta på Värmdölandet i Stockholms skärgård. 

## Historia
Tuna ligger vid en vattenled som på järnåldern genomskar Värmdölandet från Breviken via nuvarande Morträsket, Norrängsträsket, Sågträsket och Tunaträsket till Hemmesta och Torsbyfjärden. Detta tillsammans med ortsnamnet och ett fornfynd gör att byn antas ha funnits på järnåldern.
1332 nämns en "Ulph i Thuna".
 
Från 1638 till 1717 förlänades räntorna, först till Axel Oxenstierna. Därefter hörde Tuna under Brevik till 1810. 

Under senare delen av 1800-talet växlade ägarna ofta. Nuvarande manbyggnad, uppförd som en sommarvilla med paneldekor och torn, liksom flera ekonomibyggnader, byggdes under den tid som löjtnanten Carl Fellenius ägde Tuna, 1897-1913. 

År 1927 köptes gården av finansmannen Torsten Kreuger. Under 1950- och 60-talen blev Tuna loge en välkänd danslokal.

## Kommunikationer
Tuna ligger vid huvudvägen Hemmesta vägskäl-Fagerdala och har hållplats för SL-Buss 440.